# Johnny Pacheco
Juan Azarías Pacheco Knipping, känd som Johnny Pacheco, född 25 mars 1935 i Santiago de los Caballeros, Dominikanska republiken, död 15 februari 2021 i Teaneck, New Jersey, var en dominikansk-amerikansk musiker, låtskrivare, arrangör och producent. Han ska ha varit upphovsmannen bakom termen salsa, och bildade det för genren viktiga skivbolaget Fania Records. 1968 bildade han musikgruppen Fania All-Stars där ett stort antal inflytelserika salsamusiker varit medlemmar under åren.